# São Luís (departamento)
São Luís (em francês: Saint-Louis) é um departamento da região de São Luís, no Senegal. Foi criado em 21 de fevereiro de 2002, desmembrado do departamento de Dagana.